# Kreis Berent

Provinz Westpreußen (1919)
Regierungsbezirk Danzig
Regierungsbezirk Marienwerder

Der Kreis Berent war ein preußischer Landkreis, der von 1818 bis 1920 bestand. Er lag in dem Teil von Westpreußen, der nach dem Ersten Weltkrieg durch den Versailler Vertrag 1920 an Polen fiel und als Polnischer Korridor bezeichnet wurde. Seine Kreisstadt war Berent. Von 1939 bis 1945 war der Kreis im besetzten Polen als Teil des neu eingerichteten Reichsgaus Danzig-Westpreußen nochmals errichtet. Heute liegt das ehemalige Kreisgebiet in der polnischen Woiwodschaft Pommern.

## Geschichte

Kreis Berent (1913)

Mit der Ersten Teilung Polens kam das Kreisgebiet 1772 an das Königreich Preußen und gehörte dort in der Provinz Westpreußen zunächst zum Kreis Stargard. Durch die preußische Provinzialbehörden-Verordnung vom 30. April 1815 und ihre Ausführungsbestimmungen kam das Gebiet zum Regierungsbezirk Danzig der Provinz Westpreußen. Im Rahmen einer umfassenden Kreisreform im Regierungsbezirk Danzig wurde zum 1. April 1818 aus Teilen des alten Kreises Stargard der neue Kreis Berent gebildet. Er umfasste die Städte Berent und Schöneck, das Intendanturamt Berent, das Domänenamt Schöneck sowie eine größere Zahl adliger Güter. Das Landratsamt war in Berent. Der Kreis grenzte im Westen an den pommerschen Kreis Bütow, im Norden an den Kreis Karthaus und den Landkreis Danzig, im Osten an den Kreis Preußisch Stargard und im Süden an den Kreis Konitz.
Vom 3. Dezember 1829 bis zum 1. April 1878 waren Westpreußen und Ostpreußen zur Provinz Preußen vereinigt, die seit dem 1. Juli 1867 zum Norddeutschen Bund und seit dem 1. Januar 1871 zum Deutschen Reich gehörte.
Aufgrund der Bestimmungen des  Versailler Vertrags musste der Kreis Berent am 10. Januar 1920 vom Deutschen Reich abgetreten werden.
Der größte Teil des Kreises fiel an Polen und bestand als Powiat Kościerski weiter. Mehrere Gemeinden im Nordosten des Kreises fielen an die Freie Stadt Danzig und wurden dort dem Kreis Danziger Höhe zugeordnet.

## Bevölkerung
Im Folgenden eine Übersicht nach Einwohnerzahl, Konfessionen und Sprachgruppen:
| Jahr                                          | 1821             | 1831           | 1852                | 1861              | 1871              | 1890              | 1900              | 1910              |
| Einwohner                                     | 19.634           | 23.120         | 32.808              | 38.767            | 43.777            | 45.947            | 49.821            | 55.976            |
| Evangelische Katholiken Juden                 | 8.411 10.798 420 |                | 14.009 18.206 622   | 16.783 21.327 639 | 17.755 25.224 749 | 18.614 26.648 654 | 19.259 30.040 469 | 20.875 34.708 307 |
| deutschsprachig zweisprachig polnischsprachig |                  | 13.154 - 9.966 | 11.749 7.875 13.184 | 18.572 - 20.195   |                   | 21.066 862 24.003 | 22.664 134 27.019 | 23.682 568 31.719 |

## Politik

### Landräte
- 1818–182500Johann Carl von Schulz
- 1825–185300Ludwig Blindow
- 1853–189600Hermann Engler
- 1896–192000Friedrich Trüstedt

### Wahlen
Im Deutschen Reich bildeten die Kreise Berent und Preußisch Stargard in den Grenzen von 1871 den Reichstagswahlkreis Danzig 5. Dieser Wahlkreis wurde bei allen Reichstagswahlen zwischen 1871 und 1912 von Kandidaten der Polnischen Fraktion gewonnen.

## Städte und Gemeinden
Im Jahr 1910 umfasste der Kreis Berent zwei Städte sowie 76 Landgemeinden:
- Adlig Schönfließ
- Alt Barkoschin
- Alt Bukowitz
- Alt Grabau
- Alt Kischau
- Alt Paleschken
- Alt und Neu Englershütte
- Barenhütte DZ
- Barloggen
- Bebernitz
- Beek
- Berent, Stadt
- Blumfelde
- Demlin
- Dobrogosch
- Dzimianen
- Eichenberg
- Ellerbruch DZ
- Fersenau
- Foßhütte
- Funkelkau
- Gartschin
- Gillnitz
- Gladau
- Golluhn
- Grabaushütte
- Grenzacker DZ
- Groß Klinsch
- Groß Lipschin
- Groß Pallubin
- Grünthal
- Grzibau
- Hoch Liniewo
- Hoch Paleschken
- Hornikau
- Jarischau
- Jaschhütte
- Jeseritz
- Jungfernberg
- Juschken
- Kalisch
- Kamerau
- Kamerauofen
- Kartowen
- Klein Bendomin
- Klein Pallubin
- Kleschkau
- Konarschin
- Königlich Boschpol
- Königlich Schönfließ
- Königsdorf
- Kornen
- Koschmin
- Lienfelde
- Lindenberg
- Liniewken
- Lippischau
- Lippusch
- Lorenz
- Lubahn
- Lubianen
- Neu Barkoschin
- Neu Bukowitz
- Neu Ciß
- Neu Fietz
- Neu Grabau
- Neuhöfel
- Neu Kischau
- Neu Klinsch
- Neu Lipschin
- Neu Paleschken
- Neu Podleß
- Neuwieck
- Niedamowo
- Niederhölle DZ
- Oberhölle DZ
- Ober Mahlkau
- Ober Schridlau
- Ochsenkopf DZ
- Olpuch
- Piechowitz
- Plachti
- Plense
- Plotzitz
- Pogutken
- Poldersee
- Raduhn
- Recknitz
- Rottenberg
- Sanddorf
- Sawadda
- Schadrau
- Scharshütte DZ
- Schatarpi
- Schlusa
- Schöneck, Stadt
- Schönheide
- Schwarzhof
- Schwarzhütte DZ
- Schwarzin
- Sietzenhütte
- Sobonsch
- Spohn
- Squirawen
- Stawisken
- Stoffershütte
- Strauchhütte DZ
- Strippau DZ
- Trockenhütte DZ
- Trzebuhn
- Tuschkau
- Wenzkau
- Wiesenthal DZ
- Wigonin
- Wischin
- Woithal

Die mit0 DZ gekennzeichneten Gemeinden kamen 1920 zum Kreis Danziger Höhe im Mandatsgebiet Freie Stadt Danzig des Völkerbundes. Alle übrigen Gemeinden fielen 1920 an Polen. Die Gemeinde Schidlitz wurde 1901 in die Stadt Berent eingemeindet.

## Gutsbezirke
Zum Kreis gehörten außerdem folgende 47 Gutsbezirke (Stand vom 1. Januar 1908):
- Adlig Boschpol
- Alt Fietz
- Alt Grabau
- Blumfelde
- Bonscheck
- Buchberg, Forst
- Ciß, Forst
- Czernikau
- Decka
- Dunaiken, Forst
- Elsenthal
- Gartschin
- Gora
- Groß Bartel
- Groß Bendomin
- Groß Klinsch
- Groß Mierau[8]
- Groß Okonin, Forst
- Groß Paglau
- Grünthal, Forst
- Hoch Paleschken
- Kischau, Schloss
- Klein Klinsch
- Klein Podleß
- Königswiese I
- Lindenhof
- Locken
- Lorenz
- Ludwigsthal
- Mallar
- Modrowshorst
- Neuhoff
- Niedamowo
- Nieder Mahlkau
- Nieder Schridlau
- Orle
- Plotzitz, Forst
- Pogutken
- Putz
- Rilla, Forst
- Strippau
- Struga
- Tiloshain, Forst
- Weißbruch, Forst
- Wentfie
- Wiesenthal, Forst
- Zelenin

## Der Landkreis Berent im besetzten Polen 1939–1945

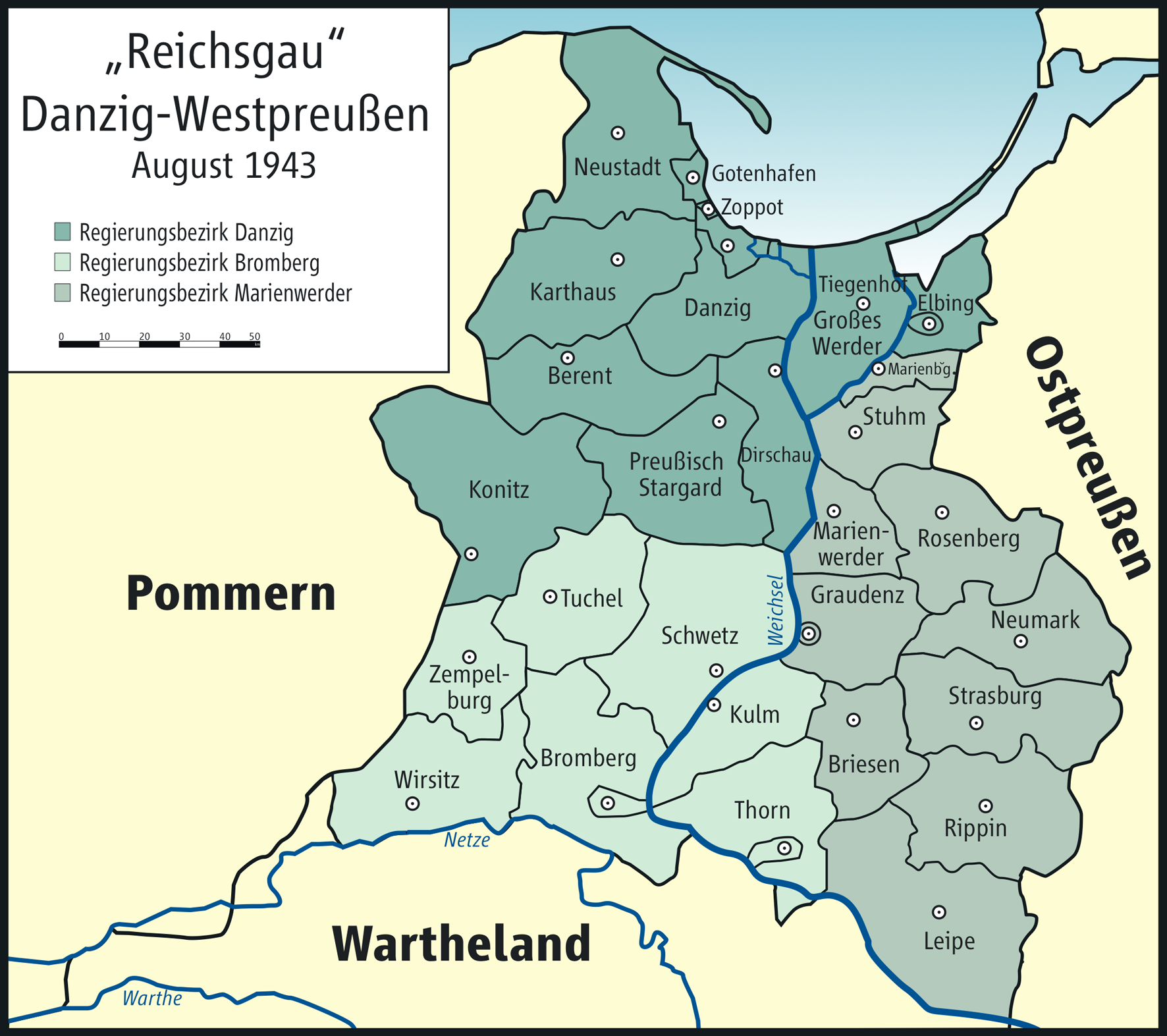
Reichsgau Danzig-Westpreußen (August 1943)

### Geschichte
Nach dem Überfall auf Polen wurde der Kreis zum 26. November 1939  völkerrechtswidrig als Reichsgebiet deklariert, der polnische Landkreis Kościerzyna wurde unter seinem deutschen Namen Teil des im Regierungsbezirks Danzig im neugebildeten Reichsgau Danzig-Westpreußen (kurzzeitig als Reichsgau Westpreußen bezeichnet). Die Städte Berent (Westpr.) und Schöneck (Westpr.) wurden der im Altreich gültigen Deutschen Gemeindeordnung vom 30. Januar 1935 unterstellt, welche die Durchsetzung des Führerprinzips auf Gemeindeebene vorsah. Die übrigen Gemeinden waren in Amtsbezirken zusammengefasst; Gutsbezirke gab es nicht mehr.
Zum 1. Dezember 1939 wurden 11 Ortschaften aus dem nördlichen Teil des Landkreises Berent dem neuen Landkreis Danzig angeschlossen. Durch Verordnung vom 28. September 1940 wurde dieser Gebietstreifen aus dem Kreis Berent rückwirkend zum 1. Dezember 1939 wieder dem Landkreis Berent zugeordnet. Seit dem 21. Mai 1941 trug der Landkreis den Namen Berent (Westpr.). Gegen Ende des Zweiten Weltkriegs wurde das Kreisgebiet im Frühjahr 1945 von der Roten Armee besetzt und wieder Teil Polens. Soweit die deutschen Einwohner nicht geflohen waren, wurden sie in der Folgezeit aus dem Kreisgebiet vertrieben.

### Landräte
- 1939–1940: Günter Modrow
- 1940–1941: Kurt Witte (kommissarisch)
- 1941–1944: Heinz Hesemann
- 1944–1945: Schwager (vertretungsweise)

### Ortsnamen
Durch unveröffentlichten Erlass vom 29. Dezember 1939 galten vorläufig hinsichtlich der bisher polnischen Ortsnamen die bis 1918 gültigen deutschen Ortsnamen. Diese globale Rückbenennung war möglich, da noch das gesamte deutsche Kartenwerk für die 1920 an Polen abgetretenen Gebiete (auch) die früheren deutschen Ortsnamen weitergeführt hatte.
Mittels der Anordnung betreffend Änderung von Ortsnamen des Reichstatthalters in Danzig-Westpreußen vom 25. Juni 1942 wurden mit Zustimmung des Reichsministers des Innern alle Ortsnamen eingedeutscht. Dabei wurde entweder der Name von 1918 beibehalten oder – falls „nicht deutsch“ genug – lautlich angeglichen oder übersetzt, zum Beispiel:
- Berent: Berent (Westpr.),
- Gostomken: Fichtenau, Kr. Berent (Westpr.),
- Groß Pallubin: Großpahlen,
- Konarschin: Kunertsfeld,
- Neupodleß: Neupoldersee,
- Olpuch: Klettenhagen,
- Schöneck: Schöneck (Westpr.),
- Stawisken: Teichdorf, Kr. Berent (Westpr.),
- Trzebuhn: Tremborn,
- Wigonin: Angersdorf, Kr. Berent (Westpr.).